# Ait Ben Yacoub
Ait Ben Yacoub  (in arabo أيت بن يعقوب‎?) è un centro abitato e comune rurale del Marocco situato nella provincia di Midelt, regione di Drâa-Tafilalet. Conta una popolazione di 4 012 abitanti (censimento 2014).